# 何泳彤
何泳彤（Ho Wing-tung），在台港生，知名於香港邊城青年發起人和反對逃犯條例修訂草案運動。

## 簡歷
何泳彤生於香港，早年在香港接受教育，其後赴台就讀中國文化大學哲學系及美術系。在學期間，遇上逃犯條例修例，並集合一群在台香港學生響應反對逃犯條例修訂草案運動,並成立「在台香港學生及畢業生逃犯條例關注組」。
關注組參與活動包含:
2019年6月9日　香港103萬人上街，在台灣，過百位在台香港學生，在台北香港經濟貿易文化辦事處前集會，呼籲港府撤銷修訂條例。
2019年6月12日　香港發起三罷（罷課、罷市、罷工），台灣近百名學生及公民團體成員響應罷課，在香港經貿文化辦事處抗議。
2019年6月13日　警務處長盧偉聰為612暴力清場辯護，在台香港學生到總統府請願，由秘書長陳菊出面接見，承諾《逃犯條例》一旦修訂，會全力保護在台港人安全。
2019年6月16日　香港200萬+1人遊行，立法院外有過萬支持者參加集會，高喊「台灣撐香港」。
其他活動：
2019年8月23日，被解除香港邊城青年幹部職務。
2019年9月24日，在台北中國文化大學連儂牆風波中，何泳彤從高處被拉扯跌倒在地。
2019年11月，在多倫多、溫哥華、舊金山和洛杉磯參與「香港點算好？」（香港該怎麼辦？）座談，希望透過座談、提問等方式讓海外華人更了解香港問題。
2020年6月，有消息稱何已經潛逃荷蘭，但未有證實。

## 外部連結
何泳彤的Facebook專頁